# Lecey
Lecey település Franciaországban, Haute-Marne megyében. Lakosainak száma 193 fő (2022. január 1.). Lecey Celsoy, Chatenay-Vaudin, Orbigny-au-Mont, Orbigny-au-Val, Peigney és Saint-Maurice községekkel határos.

## Népesség
A település népességének változása:
| Lakosok száma | 164  | 238  | 216  | 222  | 213  | 220  | 204  | 199  | 195  | 193  |
|               | 1968 | 1990 | 2006 | 2011 | 2015 | 2016 | 2018 | 2019 | 2021 | 2022 |